# Les Marteaux de Vulcain
Ne doit pas être confondu avec La Forge de Vulcain (Yoko Tsuno).
Les Marteaux de Vulcain (titre original: Vulcan's Hammer) est un roman de science-fiction de l'auteur américain Philip K. Dick, publié pour la première fois aux États-Unis en 1960. Ce roman est une amplification de la nouvelle du même nom écrite en 1953 et publiée dans le magazine Science Fiction Stories en décembre 1956. La nouvelle est parue en France en août 1959 dans la revue Satellite et le roman en 1975.

## Résumé
Après l'apocalypse, les nations se sont mis d'accord pour laisser les super-ordinateurs décider pour eux. Ainsi, Vulcain III, successeur de Vulcain II, a pouvoir absolu sur le gouvernement en ce qui concerne la politique générale. Cela donne une société stable, mais sclérosée et paranoïaque, dominée par les technocrates de l'Union. Les faits et les gestes des citoyens sont surveillés et analysés par Vulcain III. Le Mouvement des Guérisseurs, dirigé par le père Fields, veut redonner à l'Homme la maîtrise de sa destinée et prend une ampleur inquiétante pour les technocrates de l'Union. Le problème est que Vulcain III reste muet depuis plusieurs mois sur le comportement à tenir.

## Éditions françaises
- Librairie des Champs-Élysées, collection Le Masque Science-fiction no 28, 1975  (ISBN 2-7024-0388-3);
- Presses de la Cité, collection Futurama Superlights no 10, 1983  (ISBN 2-258-01258-9);
- Le Livre de poche, collection SF, no 7138, 1991  (ISBN 2-253-05730-4);
- dans La Porte obscure, Omnibus, 1994  (ISBN 2-258-03699-2); réédition en 2003;
- dans Romans 1960 - 1963, J'ai lu, collection Nouveaux Millénaires no 15, Traduction de Monique Bénâtre révisée par Julie Pujos, 2012  (ISBN 978-2-290-03407-1);
- J'ai lu, collection Science-fiction no 10685, 2014  (ISBN 978-2-290-03351-7).